# كأس الاتحاد الإنجليزي 1992–93
كأس الاتحاد الإنجليزي 1992–93 (بالإنجليزية: 1992–93 FA Cup)‏ هو الموسم 112 من  كأس الاتحاد الإنجليزي. الذي يشرف على تنظيمه الاتحاد الإنجليزي لكرة القدم، وفاز فيه نادي أرسنال.